# Ulrich Haug (Jurist)
Ulrich Haug (* 1951 in Stuttgart) ist ein deutscher Jurist und Hochschullehrer.

## Leben
Nach der Promotion in Tübingen 1978 war er dort wissenschaftlicher Assistent bis 1980. Er war Assistent an der Universität Hamburg bis 1986. Nach der Habilitation in Hamburg 1988 ist er dort seit 1988 Privatdozent. Er ist Lehrbeauftragter an der Hochschule der Deutschen Bundesbank. 
Seine Fachgebiete sind Wertpapierrecht, Bank- und Börsenrecht, Arbeitsrecht und Europarecht.

## Schriften (Auswahl)
- Direktion zwischen Sachzwang und Demokratie. Eine Studie zu einem arbeitsrechtlichen Institut. Berlin 1979, ISBN 3-428-04317-0.
- (Ver)mieterschutz. Das neue Mietrecht im Vergleich. Köln 1983, ISBN 3-8161-3003-8.
- mit Heide M. Pfarr und Gerhard Struck: Möglichkeiten der Beschleunigung des arbeitsgerichtlichen Verfahrens. Berlin 1985, ISBN 3-428-05897-6.
- Informationelle Strategien im Arbeitsrecht. Instrumente zur rechtlicher Gestaltung der Informationsbeziehungen bei strukturellen Informationsdefiziten einer Vertragspartei. Berlin 1988, ISBN 3-428-06275-2.

| Personendaten    | Personendaten                        |
| ---------------- | ------------------------------------ |
| NAME             | Haug, Ulrich                         |
| KURZBESCHREIBUNG | deutscher Jurist und Hochschullehrer |
| GEBURTSDATUM     | 1951                                 |
| GEBURTSORT       | Stuttgart                            |